# Conseil œcuménique réformé
 (avril 2024).
Si vous disposez d'ouvrages ou d'articles de référence ou si vous connaissez des sites web de qualité traitant du thème abordé ici, merci de compléter l'article en donnant les références utiles à sa vérifiabilité et en les liant à la section « Notes et références ».
Le Reformed Ecumenical Council (REC - Conseil œcuménique réformé) était une alliance mondiale d'Églises réformées. Plus petite que l'Alliance réformée mondiale, elle rassemblait 10 millions de chrétiens, dans 39 églises de 25 pays. Ses positions étaient plus conservatrices, en particulier en matière de mœurs que celle de l'ARM. En 2010, elle a fusionné avec l'Alliance réformée mondiale pour créer la Communion mondiale d'Églises réformées.

## Historique
Fondé en 1946, son siège est aux États-Unis.
En février 2006, il a entamé des discussions avec l'Alliance réformée mondiale pour la création d'une nouvelle alliance de toute la famille réformée. En juin 2010, à Grand Rapids, le Conseil œcuménique réformé fusionne avec l'Alliance réformée mondiale dans la Communion mondiale d'Églises réformées.

## Églises membres
- Afrique du Sud
  - Nederduitse Gereformeerde Kerk (Église réformée néerlandaise)
  - Dutch Reformed Church in Africa (Église réformée néerlandaise en Afrique)
  - Reformed Church in Africa (Église réformée en Afrique)
  - Nederduitsch Hervormed Kerk van Afrika (Église réformée néerlandaise d'Afrique)
- Australie
  - Christian Reformed Churches in Australia (Églises réformées chrétiennes en Australie)
- Botswana
  - Dutch Reformed Church in Botswana (Église réformée néerlandaise au Botswana)
- Corée
  - Reformed Church of Korea (Chan Yang) (Église réformée de Corée (Chan Yang))
- États-Unis et Canada
  - Christian Reformed Church in North America (Église réformée chrétienne en Amérique du Nord)
- France :
  - Union nationale des Églises protestantes réformées évangéliques de France (UNEPREF)
- Grèce
  - Helliniki Evangeliki Ekklesia (Église évangélique grecque)
- Inde
  - Presbyterian Church of India (Église presbytérienne de l'Inde)
- Indonésie
  - Gereja Kristen Indonesia (Église chrétienne indonésienne)
  - Gereja Kristen Java (Église chrétienne javanaise)
  - Gereja Kristen Sumba (Église chrétienne de Sumba)
  - Gereja Kristen Sumatra Bagian Selatan (Église chrétienne de Sud-Sumatra)
  - Gereja Toraja Mamasa (Église de Toraja Mamasa)
  - Gereja Toraja (Église de Toraja)
- Japon
  - Reformed Church in Japan (Église réformée au Japon)
- Kenya
  - Reformed Church of East Africa (Église réformée d'Afrique de l'Est)
- Malawi
  - Church of Central Africa Presbyterian - Nkhoma Synod (Église présbytérienne d'Afrique centrale - Synode Nkkhoma)
- Mexique
  - Associate Reformed Presbyterian Church of Mexico (Église presbytérienne réformée associée du Mexique)
- Mozambique
  - Igreja reformada em Mocambique (Église réformée en Mozambique)
- Myanmar
  - Christian Reformed Church in Myanmar (Église réformée chrétienne au Myanmar)
- Nigéria
  - Christian Reformed Church of Nigeria (Église réformée chrétienne du Nigéria)
  - Nongo u Kristu u ken Sudan hen Tiv (Église du Christ au Soudan parmi les Tiv)
  - Evangelical Reformed Church of Christ in Nigeria (Église réformée évangélique du Christ au Nigéria)
  - Presbyterian Church of Nigeria (Église presbytérienne du Nigéria)
  - Reformed Church of Christ in Nigeria (Église réformée du christ au Nigéria)
- Ouganda
  - Christian Reformed Church of East Africa (Église réformée chrétienne d'Afrique de l'Est)
  - Reformed Presbyterian Church in Uganda (Église presbytérienne réformée en Ouganda)
- Pays-Bas
  - Protestantse Kerk in Nederland (Église protestante aux Pays-Bas)
- Philippines
  - Christian Reformed Church in the Philippines (Église réformée chrétienne aux Philippines)
- République dominicaine
  - Christian Reformed Church in the Dominican Republic (Église réformée chrétienne en République dominicaine)
- Sri Lanka
  - Dutch Reformed Church in Sri Lanka (Église réformée néerlandaise au Sri Lanka)
- Swaziland
  - Swaziland Reformed Church (Église réformée du Swaziland)
- Zambie
  - Church of Central Africa Presbyterian - Zambia Synod (Église présbytérienne d'Afrique Centrale - Synode de Zambie)
  - Reformed Church in Zambia (Église réformée en Zambie)
- Zimbabwe
  - Church of Central Africa Presbyterian - Harare Synod (Église présbytérienne d'Afrique Centrale - Synode d'Harare)
  - Reformed Church in Zimbabwe (Église réformée au Zimbabwe)